# Ziarul Lumina
Ziarul Lumina este o publicație cotidiană (ziar) a Patriarhiei Române. Primul număr a apărut la Iași, pe 7 februarie 2005, cu denumirea Lumina. Cotidianul publică știri, documentare, interviuri și reportaje din spațiul vieții religioase, eveniment local, național și internațional, știri economice și financiare, editoriale și opinii.
Din 16 octombrie 2005, ziarul s-a îmbogățit cu săptămânalul Lumina de Duminică, iar din 2007 a devenit parte a Centrului de Presă Basilica. În anul 2016 ziarul avea 22.500 de abonați..
În perioada 2009-2019 la Ediția Națională s-au adăugat patru ediții regionale (Moldova, Transilvania, Oltenia, Banat). De la 30 septembrie 2019 Ziarul Lumina apare într-o ediție națională unitară de 16 pagini, difuzată în toate județele țării.
La 17 februarie 2022 a fost tipărită ediția jubiliară cu numărul 5000.